# I liga fidżyjska w piłce nożnej (2024)
Sezon 2024 był 48. edycją National Football League – najwyższej klasy rozgrywkowej na Fidżi. Sezon rozpoczął się 18 lutego, a zakończył 29 września 2024. Ze względów sponsorskich rozgrywki prowadzone były pod nazwą Digicel Premier League. Tytułu broniła drużyna Lautoka FC. Mistrzostwo zdobyła drużyna Rewa FC.

## Drużyny
| Uczestnicy poprzedniej edycji                                                                                 | Uczestnicy poprzedniej edycji | Uczestnicy poprzedniej edycji | Uczestnicy poprzedniej edycji |
| --- | ----------------------------- | ----------------------------- | ----------------------------- |
| LAU | Lautoka FC                    | 1                             |                               |
| REW | Rewa FC                       | 2                             |                               |
| SUV | Suva FC                       | 3                             |                               |
| LAB | Labasa FC                     | 4                             |                               |
| BA | Ba FC                         | 5                             |                               |
| NAD | Nadi FC                       | 6                             |                               |
| TAI | Tailevu Naitasiri FC          | 7                             |                               |
| NAV | Navua FC                      | 8                             |                               |
| NDR | Nadroga FC                    | 9                             |                               |
| Awans z Senior League (2023)                                                                                  |                               |                               |                               |
| NAS | Nasinu FC                     | 1                             |                               |
| Oznaczenia: - kolumna pierwsza – skróty nazw drużyn, - kolumna trzecia – miejsce zajęte w poprzednim sezonie. |                               |                               |                               |

## Tabela
| Lp. | Drużyna                  | M  | Z  | R | P  | B+ | B– | +/– | Pkt | Kwalifikacja lub spadek          |
| --- | ------------------------ | -- | -- | - | -- | -- | -- | --- | --- | -------------------------------- |
| 1   | Rewa FC (M)              | 18 | 13 | 4 | 1  | 43 | 14 | +29 | 43  | Liga Mistrzów OFC • Faza grupowa |
| 2   | Labasa FC                | 18 | 9  | 5 | 4  | 29 | 23 | +6  | 32  |                                  |
| 3   | Lautoka FC               | 18 | 10 | 1 | 7  | 45 | 37 | +8  | 31  |                                  |
| 4   | Navua FC                 | 18 | 8  | 5 | 5  | 31 | 23 | +8  | 29  |                                  |
| 5   | Ba FC                    | 18 | 8  | 4 | 6  | 31 | 26 | +5  | 28  |                                  |
| 6   | Nadi FC                  | 18 | 7  | 4 | 7  | 32 | 33 | −1  | 25  |                                  |
| 7   | Suva FC                  | 18 | 6  | 4 | 8  | 33 | 35 | −2  | 22  |                                  |
| 8   | Nadroga FC               | 18 | 5  | 2 | 11 | 29 | 43 | −14 | 17  |                                  |
| 9   | Nasinu FC                | 18 | 5  | 0 | 13 | 20 | 40 | −20 | 15  |                                  |
| 10  | Tailevu Naitasiri FC (S) | 18 | 3  | 3 | 12 | 17 | 36 | −19 | 12  | Spadek do Senior League          |

## Wyniki
| Gospodarz \ Gość     | BA  | LAB | LAU | NAD | NDR | NAS | NAV | REW | SUV | TAI |
| -------------------- | --- | --- | --- | --- | --- | --- | --- | --- | --- | --- |
| Ba FC                | —   | 2–1 | 3–1 | 1–0 | 4–2 | 0–1 | 0–2 | 1–3 | 5–2 | 1–1 |
| Labasa FC            | 3–3 | —   | 2–1 | 1–0 | 2–1 | 2–0 | 0–1 | 1–0 | 1–0 | 1–1 |
| Lautoka FC           | 4–2 | 4–2 | —   | 5–1 | 3–2 | 4–0 | 1–1 | 2–3 | 0–1 | 2–1 |
| Nadi FC              | 0–2 | 1–1 | 2–3 | —   | 3–3 | 4–2 | 2–2 | 1–4 | 1–2 | 3–1 |
| Nadroga FC           | 1–0 | 2–2 | 4–3 | 0–1 | —   | 1–2 | 1–0 | 0–3 | 5–2 | 4–1 |
| Nasinu FC            | 0–2 | 1–3 | 2–4 | 1–4 | 3–1 | —   | 3–1 | 0–4 | 1–2 | 0–1 |
| Navua FC             | 2–2 | 2–3 | 6–2 | 1–2 | 2–1 | 1–0 | —   | 0–1 | 2–2 | 1–0 |
| Rewa FC              | 2–1 | 2–1 | 2–0 | 1–1 | 6–1 | 3–1 | 0–0 | —   | 1–1 | 1–0 |
| Suva FC              | 0–1 | 1–1 | 2–4 | 1–2 | 4–0 | 3–2 | 2–5 | 2–2 | —   | 5–0 |
| Tailevu Naitasiri FC | 1–1 | 1–2 | 1–2 | 2–4 | 2–0 | 0–1 | 1–2 | 1–5 | 2–1 | —   |

## Najlepsi strzelcy
| Bramki | Strzelcy             | Drużyna    |
| ------ | -------------------- | ---------- |
| 11     | Merrill Nand         | Suva FC    |
| 9      | Sairusi Nalaubu      | Lautoka FC |
| 9      | Tevita Waranaivalu   | Rewa FC    |
| 9      | Christopher Wasasala | Labasa FC  |
| 8      | Etonia Dogalau       | Ba FC      |
| 8      | Rusiate Matarerega   | Nadroga FC |
| 8      | Ali Mekawir          | Navua FC   |
| 8      | Iosefo Verevou       | Rewa FC    |
| 6      | Simione Damuni       | Navua FC   |
| 6      | Joe Moses            | Suva FC    |
| 6      | Saula Waqa           | Lautoka FC |
| 5      | Ryan Chandra         | Nasinu FC  |
| 5      | Don Keana            | Nasinu FC  |
| 5      | Omede Usman          | Lautoka FC |
| 5      | Mohammed Raheem      | Ba FC      |
| 5      | Junior Rocky         | Nadi FC    |

Źródło: